# Schistura notostigma
Schistura notostigma är en fiskart som först beskrevs av Bleeker, 1863.  Schistura notostigma ingår i släktet Schistura och familjen grönlingsfiskar. Inga underarter finns listade i Catalogue of Life.